# مكان أبعد من الكون
مكان أبعد من الكون (باليابانية: 宇宙よりも遠い場所، بالروماجي: Sora yori mo Tōi Basho) (بالإنجليزية: A Place Further than the Universe)‏ مسلسل أنمي
ياباني تلفزيوني ذو سيناريو أصلي، من إنتاج استوديو مادهاوس. من أخراج أتسوكو إيشيزوكا، وتأليف جوكي هانادا، عرض الأنمي في 2 يناير عام 2018 واستمر عرضه حتى 27 مارس 2018، وتكون 13 حلقة.

## القصة
تدور أحداث القصة عن ماري تاماكي، هي طالبة في السنة الثانية في المدرسة الثانوية، وتريد الاستفادة إلى أقصى حد من شبابها، لكنها عادة ما تكون خائفة من القيام بذلك. في يوم من الأيام، التقت بفتاة أسمها شيراز كوبوتشيزاوا، هي فتاة تم إنقاذها من السفر إلى القارة القطبية الجنوبية، حيث اختفت والدتها قبل ثلاث سنوات. انضم إليهم فتاتان أخريان، هيناتا مياكي ويوزوكي شيراشي، وانضموا إلى رحلة استكشافية نحو القطب الجنوبي.

## الشخصيات

### الشخصيات الرئيسية
ماري تاماكي (باليابانية: 玉木 マリ، بالروماجي: Tamaki Mari)
مؤدية الصوت: إينوري ميناسي
شيراسي كوبوتشيزاوا (باليابانية: 小淵沢報瀬، بالروماجي: Kobuchizawa Shirase)
مؤدية الصوت: كانا هانازاوا
هيناتا مياكي (باليابانية: 三宅 日向، بالروماجي: Miyake Hinata)
مؤدية الصوت: يوكا إيغوتشي
يوزوكي شيرايشي (باليابانية: 白石 結月، بالروماجي: Shiraishi Yuzuki)
مؤدية الصوت: ساوري هايامي

### شخصيات أخرى
غين تودو (باليابانية: 藤堂 吟، بالروماجي: Tōdō Gin)
مؤدية الصوت: ماميكو نوتو
كاناي مايكاوا' (باليابانية: 前川 かなえ، بالروماجي: Maekawa Kanae)
مؤدية الصوت: يوكو هيكاسا
يوميكو ساميجيما (باليابانية: 鮫島 弓子، بالروماجي: Samejima Yumiko)
مؤدية الصوت: لين
تشياكي موكاي (باليابانية: 迎千秋، بالروماجي: Mukai Chiaki)
مؤدية الصوت: ماساكي تيراسوما
توشيو زايزين (باليابانية: 財前敏夫، بالروماجي: Zaizen Toshio)
مؤدي الصوت: يوشيتسوغو ماتسوؤكا
داي هيمي (باليابانية:  氷見大، بالروماجي: Himi Dai)
مؤدي الصوت: جون فكشيما
نوبوي تودوروكي (باليابانية: 轟信恵، بالروماجي:  Todoroki Nobue)
مؤدية الصوت: كانا أسومي
يومي ساساكي (باليابانية: 佐々木夢، بالروماجي: Sasaki Yume)
مؤدية الصوت: أيا إندو
هونامي ياسوموتو (باليابانية: 安本保奈美، بالروماجي: Yasumoto Honami)
مؤدية الصوت: ميكاكو كوماتسو
ميغومي تتكاهاشي (باليابانية: 高橋 めぐみ، بالروماجي: Takahashi Megumi)
مؤدية الصوت: هيساكو كانيموتو
رين تاماكي (باليابانية: 玉木 リン، بالروماجي: Tamaki Rin)
مؤدية الصوت: كايدي هوندو
تاميكو شيرايشي (باليابانية: 白石 民子، بالروماجي: Shiraishi Tamiko)
مؤدية الصوت: ساياكا أوهارا
تاكاكو كوبوتشيزاوا (باليابانية: 小淵沢貴子، بالروماجي:  Kobuchizawa Takako)
مؤدية الصوت: آي كايانو 

## وصلات خارجية
- الموقع الرسمي (باليابانية)
- الصفحة الإنجليزية الرسمية عند كرانشي رول

- مكان أبعد من الكون على موقع IMDb (الإنجليزية)
- مكان أبعد من الكون على موقع كينوبويسك (الروسية)
- مكان أبعد من الكون على موقع قاعدة بيانات الفيلم (الإنجليزية)
- مكان أبعد من الكون على موقع ANN anime (الإنجليزية)